# Halosbaena acanthura
Halosbaena acanthura is een bronkreeftjessoort uit de familie van de Halosbaenidae. De wetenschappelijke naam van de soort is voor het eerst geldig gepubliceerd in 1976 door Stock.